# 12 Pułk Logistyczny
12 Kołobrzeski Pułk Logistyczny im. gen. dyw. Antoniego Pawła Sułkowskiego (12 plog) – oddział logistyczny Wojska Polskiego.

## Tradycje
7 sierpnia 2024 Stanisław Wziątek, w zastępstwie ministra obrony narodowej, podpisał decyzję nr 94/MON w sprawie przejęcia przez 12 pułk logistyczny i kultywowania tradycji:
- 3 Ruchomego Warsztatu Naprawy Samochodów (1950–1967),
- 2 Ruchomego Warsztatu Naprawy Sprzętu Artyleryjskiego 8 Drezdeńskiej Dywizji Zmechanizowanej (1950–1967),
- 1 Ruchomego Warsztatu Naprawy Czołgów 8 Drezdeńskiej Dywizji Zmechanizowanej (1951–1967),
- 8 Batalionu Remontowego (1967–2023),

przyjęcia nazwy wyróżniającej „Kołobrzeski”, nadania imienia patrona – gen. dyw. Antoniego Pawła Sułkowskiego oraz ustanowienia święta pułku w dniu 10 maja.

Insygnia
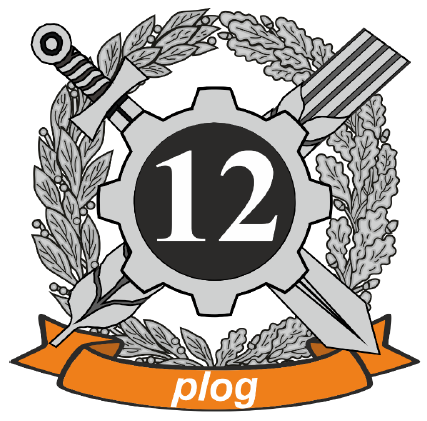
Odznaka pamiątkowa (2024)
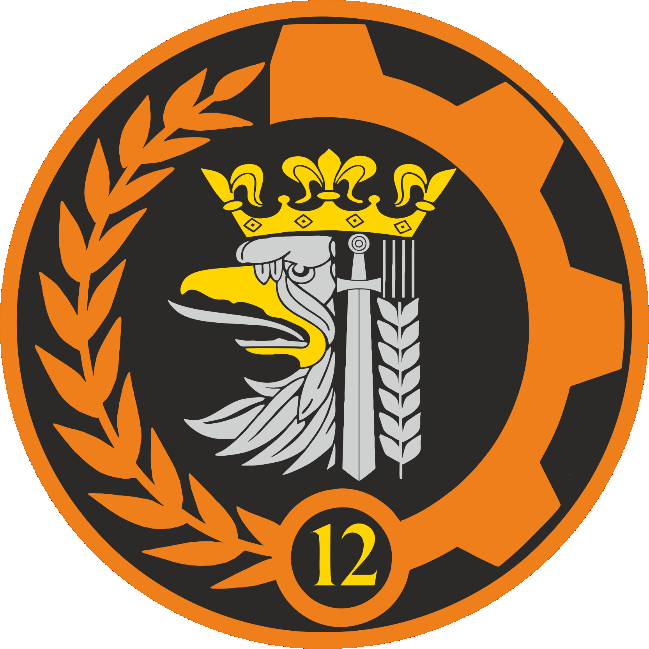
Oznaka rozpoznawcza na mundur wyjściowy (2024)
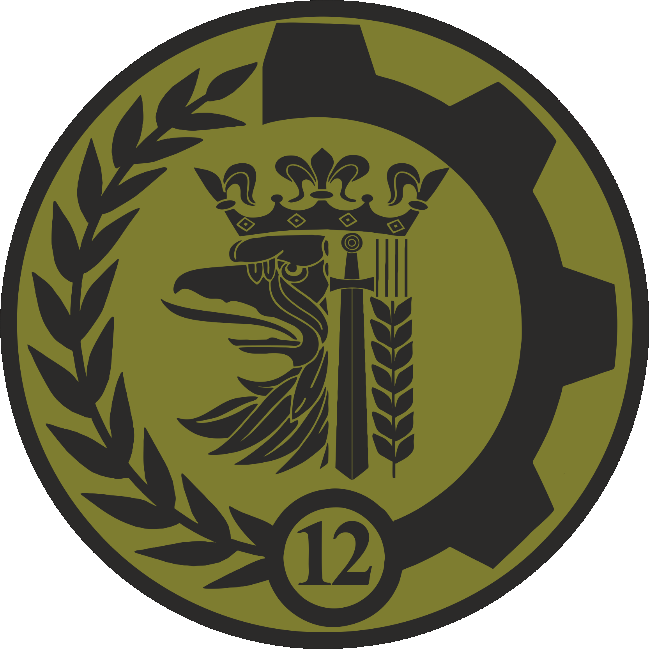
Oznaka rozpoznawcza na mundur polowy (2024)
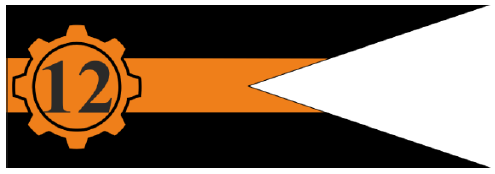
Proporczyk na beret (2024)

## Dowódcy
- płk Józef Paradowski (X 2023 – †2 II 2024[2])
- ppłk Robert Sęk (p.o. II – V 2024)
- płk Andrzej Cholewa (od 21 V 2024[3])